# Shymkent
Shymkent (cu alfabet chirilic, Шымкент, cunoscut înainte sub denumirea Țimkent, în rusă Чимкент) este un oraș din Kazahstan și centrul administrativ al provinciei Kazahstanul de Sud. Orașul este un mare centru industrial și comercial din țară.
Președintele Republicii Kazahstan, Nursultan Nazarbaev, considera Shymkentul al treilea oraș ca importanță din țară.

## Populație
Shymkent are o populație de 667.560 de locuitori (conform recensământului de pe 1 aprilie 2013).

### Structura națională
Structura națională (1 ianuarie 2011)
- kazahi 407.378 (64,76 %)
- ruși 91.317 (14,52 %)
- uzbeci 86.180 (13,70 %)
- azeri 11.676 (1,86 %)
- tătari 9.700 (1,54 %)
- coreeni 6.304 (1,00 %)
- ucraineni 3.377 (0,54 %)
- turci 2.568 (0,41 %)
- uiguri 1.390 (0,20 %)
- kârgâzi 1.134 (0,18 %)
- ceceni 1.122 (0,18 %)
- germani 1.029 (0,16 %)
- kurzi 882 (0,14 %)
- greci 572 (0,09 %)
- perși 503 (0,08 %)
- tadjici 488 (0,08 %)
- turkmeni 100 (0,02 %)
- alții 3349 (0,53 %)

Total 629.069 (100,00 %)

## Personalități născute aici
- Grigori Grabovoi (n. 1963), lider spiritual.

## Orașe înfrățite
| Oraș      | Țară         | An |
| --------- | ------------ | -- |
| Stevenage | Regatul Unit |    |
| İzmir     | Turcia       |    |
| Istanbul  | Turcia       |    |
| Adana     | Turcia       |    |
| Moghilău  | Belarus      |    |
| Grosseto  | Italia       |    |
| Pattaya   | Thailanda    |    |
| Hudjand   | Tadjikistan  |    |
| Baiyin    | China        |    |